# Henry More
Pour les articles homonymes, voir More.
Henry More est un philosophe anglais de l'école des Platoniciens de Cambridge, né le 12 octobre 1614 à Grantham, Lincolnshire, et mort le 1er septembre 1687 à Cambridge.

## Biographie
Henry More est le onzième enfant et petit dernier issu d'une famille aisée. Il est scolarisé à l'école de sa ville natale, Grantham (Lincolnshire). Il entre à quatorze ans au collège aristocratique d'Eton. En 1631, il entre au Christ's College de l'Université de Cambridge au moment où John Milton le quittait. Il subit l'influence de W. Chappell, Benjamin Whichcote et Ralph Cudworth. Il se consacre à l'étude de la philosophie et se montre fasciné à la fois par le platonisme et la théologie allemande.
En 1635, il obtient son Bachelor of Arts et sa maîtrise en 1639. À cette même date, il devient membre de son collège, pour près de cinquante ans. Il accepte en 1675 un prébende de la cathédrale de Gloucester.
Parmi ses élèves notables, il eut une jeune fille, sœur de Lord Finch comte de Nottingham. Celle-ci devint Lady Conway et s'installa à Ragley dans le comté de Warwickshire situé au centre de l'Angleterre. Elle et son mari appréciaient Henry More qui profita de ces instants passés avec eux pour écrire plusieurs ouvrages.

## Philosophie
« On distingue habituellement au moins trois périodes dans l'évolution de sa pensée. Il accueillit d'abord avec enthousiasme la philosophie cartésienne, puis prit peu à peu ses distances avec elle pour finalement la critiquer ouvertement, en particulier dans son Enchiridion metaphysicum (1671) »

— J.-L. Breteau
.

« Dans Enthusiasmus triumphatus (1656), il souligne l'affinité entre athéisme et enthousiasme. Dans le langage de cette époque, l'enthousiasme signifiait l'affirmation de la divinité conçue d'une manière immanente : alors que l'athéisme est la négation de Dieu par suite d'un usage erroné de la raison, l'enthousiasme est la négation de Dieu qui se fonde sur une manière erronée d'imaginer la divinité. Dans les deux cas, il s'agit de formes dégénérées de la raison »

— Garzanti, Encyclopédie de la philosophie
.
Henry More résume ainsi son traité sur L'immortalité de l'âme (1659), qui s'écarte davantage de Descartes :

« Il existe une substance incorporelle et en l'homme, nous l'appelons l'âme. Cette âme humaine subsiste et agit après la mort de son corps, et cela habituellement pour commencer dans un véhicule aérien, comme le font d'autres démons ; dans cet état, elle n'est pas tout à fait soustraite à la destinée : au contraire, elle n'est vraiment parfaite et à l'abri que lorsqu'elle a obtenu un corps éthéré, car elle est alors hors d'atteinte de ce principe mauvais, dont la domination va de pair avec le malheur et la mort. »

## Influence
Lorsqu'il était professeur à Cambridge, Henry More exerça une profonde influence sur la philosophie naturelle de Newton. Pour More comme pour Newton, lorsqu'un corps se meut, il ne le fait pas seulement par rapport à d'autres corps, mais aussi par rapport à l'espace, de sorte qu'en se mouvant, il change réellement de lieu. L'espace absolu fournit un arrière-fond parfaitement stable et immatériel (mais étendu) grâce auquel le mouvement se détache en toute clarté.

### Œuvres de Henry More

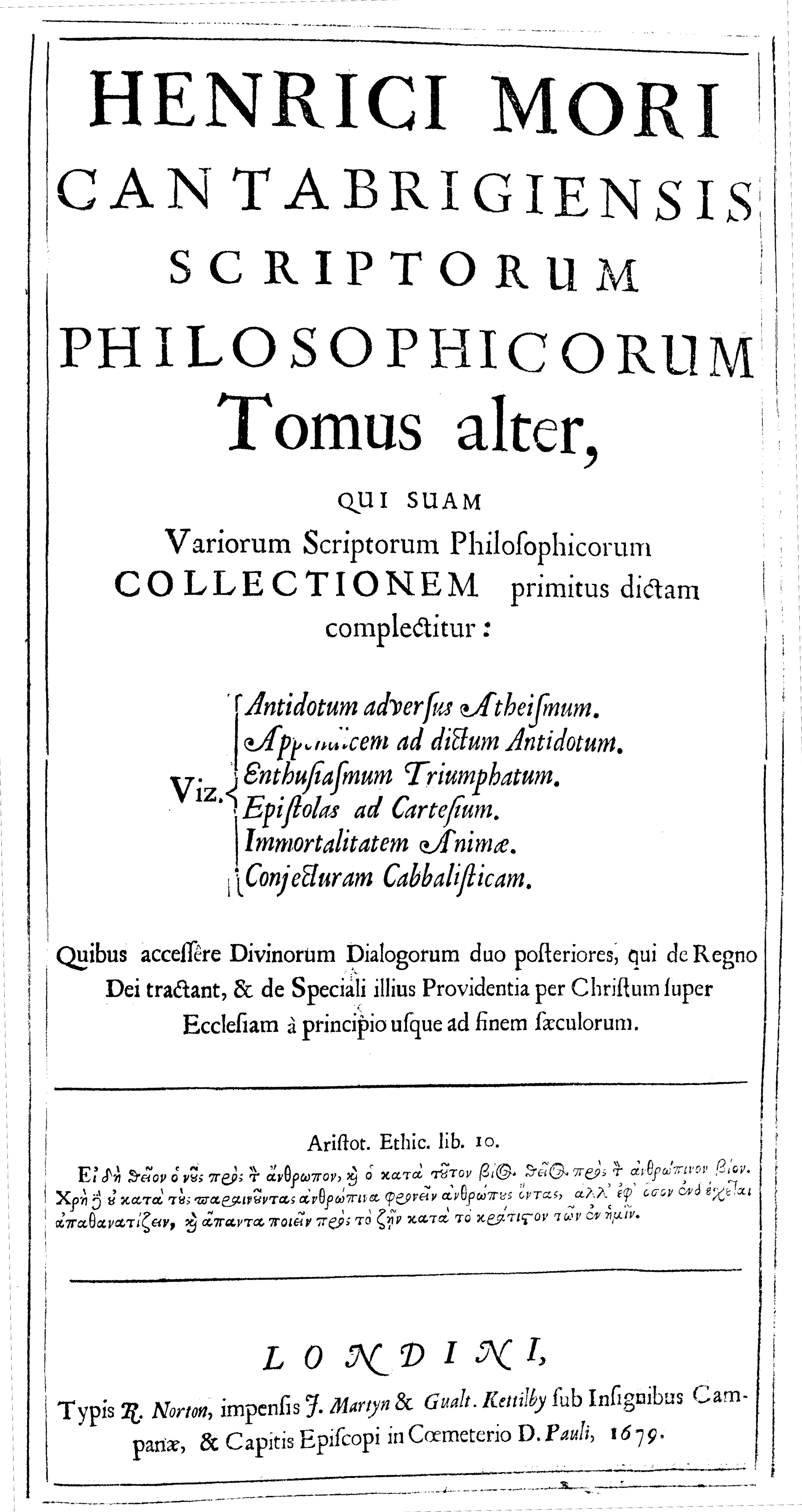
Henrici Mori Cantabrigiensis Opera Omnia, 1679

- Philosophical Poems (1647), édi. G. Bullough, Manchester, 1931.
- An Antidote against Atheism (1652), réimpression partielle in Philosophical Writings of Henry More, p. 3-53.
- Conjectura Cabbalistica or, a conjectural essay of interpreting the minde of Moses, according to a threefold cabbala (1653), Reprint of the 1653 ed., London : Thoemmes press, 1997,  251 p. ; Collection : "The Cambridge platonists"
- Enthusiasmus Triumphatus, or a Discourse of the Nature, Causes, Kinds, and Cure of Enthusiasme; written by Philophilus Parrasiastes, and prefixed to Alazonomastix his Observations and Reply, &c., 1656.
- The immortality of the Soul (1659), édi. A. Jacob, Dordrecht, M. Nijhoff, 1987.
- Seize axiomes kabbalistiques (vers 1660).
- Divine Dialogues, containing Disquisitions concerning the Attributes and Providence of God, 1668. Meilleure édition 1713. Nabu Press, 2010, 474 p.
- Philosophia Teutonicas censura (1670)
- Enchiridion metaphysicum (1671).  Trad. an. : Manual of metaphysics : a translation of the "Enchiridium metaphysicum", 1679, with an introduction and notes Alexander Jacob, Hildesheim ; Zürich ; New York : G. Olms, 1995, 2 vol. (CVII-160, 277 p.), Collection "Studien und Materialien zur Geschichte der Philosophie",  (ISSN 0585-5802), 1-2. Comprend :  Part 1, Chapters 1-10 and 27-28 ; Part 2, Chapters 11-26. Contre l'identification de la matière et de l'espace chez Descartes.
- De anima (1677).
- Conway Letters : The Correspondance of Anne, Viscountess Conway, Henry More and their Friends, 1642-1684, éd. M. H. Nicolson, Londres, 1939. Correspondance avec Anne Conway.

### Œuvres réunies
- Opera Omnia (1675-1679)
- Philosophical Writings of Henry More, New York : AMS press, 1969, XXVII-333 p. Contient : The antidote against atheism, The immortality of the soul, Enchiridion metaphysicum. Fac-sim. de l'éd. de New York, London, Toronto [etc.] : Oxford University Press, 1925.
- The Cambridge Platonists, édi. Edward Arnold, Londres, 1969, p. 212-287.

### Études sur Henry More
- A. Lichtenstein, Henry More. The Rational Theology of a Cambridge Platonist, Cambridge (Mass.), University Press, 1962.
- Serge Hutin, Henry More : essai sur les doctrines théosophiques chez les Platoniciens de Cambridge, Hildesheim, Olms, 1966, 214 p.
- G. R. Cragg, ''The Cambridge Platonists, New York, Oxford University Press, 1968.
- Reid, Jasper William, "The Evolution of Henry More's Theory of Divine Absolute Space", Journal of the History of Philosophy - Volume 45, Number 1, January 2007, pp. 79-102.